# Даблин (Џорџија)
Даблин (Џорџија) (енгл. Dublin) град је у америчкој савезној држави Џорџија. По попису становништва из 2010. у њему је живело 16.201 становника.

## Демографија
Према попису становништва из 2010. у граду је живело 16.201 становника, што је 344 (2,2%) становника више него 2000. године.
| Група             | 2000.         | 2010.         |
| Белци             | 7.143 (45,0%) | 6.057 (37,4%) |
| Афроамериканци    | 8.154 (51,4%) | 9.329 (57,6%) |
| Азијати           | 277 (1,7%)    | 317 (2,0%)    |
| Хиспаноамериканци | 181 (1,1%)    | 324 (2,0%)    |
| Укупно            | 15.857        | 16.201        |